# جورج مكيشران
جورج مكيشران (بالإنجليزية: George McEachran)‏ هو لاعب كرة قدم بريطاني في مركز الوسط، ولد في 30 أغسطس 2000 في أكسفورد في المملكة المتحدة. لعب مع تشيلسي.

## وصلات خارجية
- جورج مكيشران على موقع الاتحاد الأوربي (الإنجليزية)
- جورج مكيشران على موقع قاعدة بيانات كرة القدم.إي يو (الإنجليزية)
- جورج مكيشران على موقع Soccerway.com (الإنجليزية)